# ピンフォール

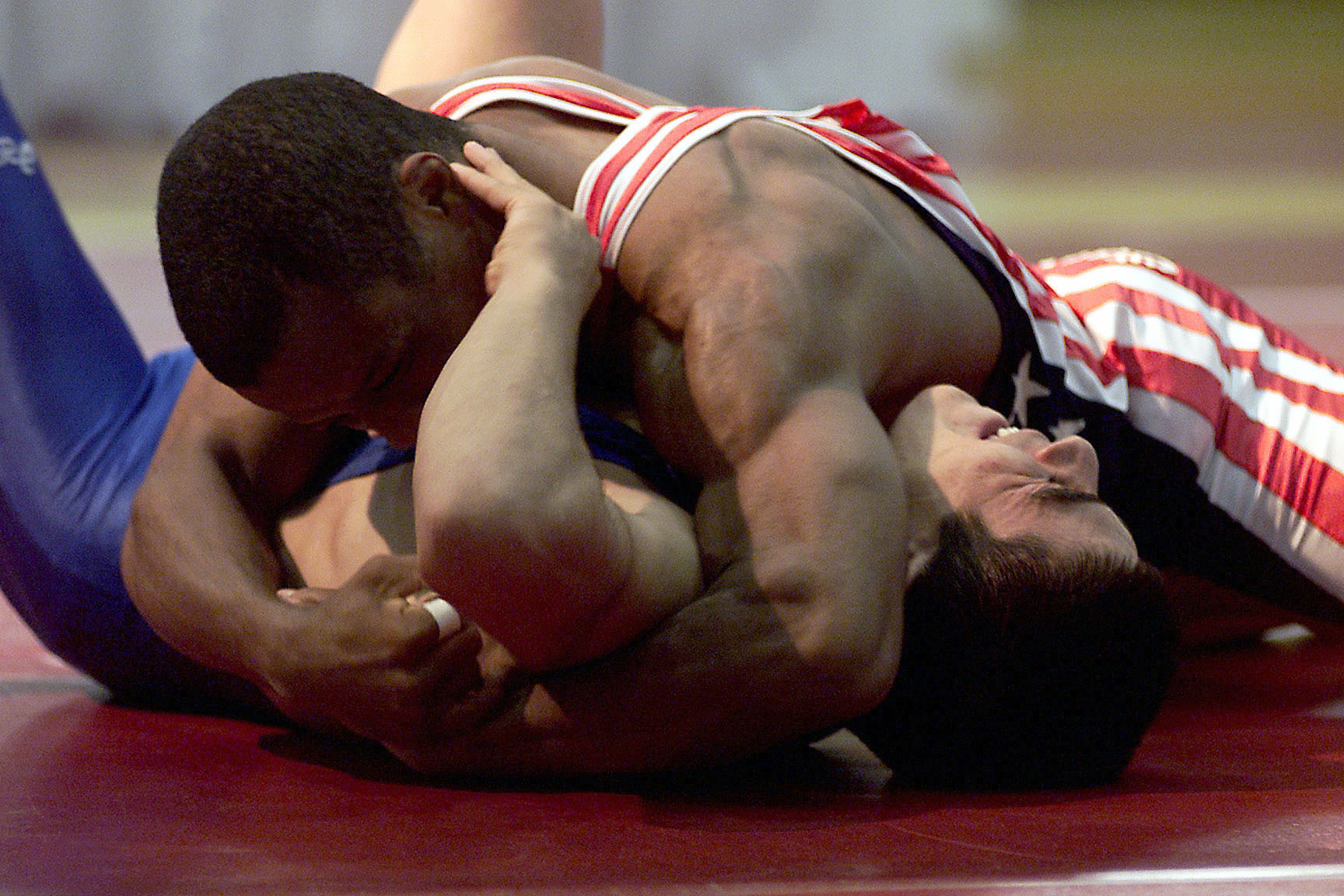
ピンフォール

ピンフォール（Pinfall）は、レスリングとプロレスの試合における勝利条件の一つである。日本名は抑え込み（おさえこみ）。レスリングでは時代やスタイルによってワンカウント目が0秒の場合と1秒の場合がある。2017年現在では1秒である。単にピン（Pin）またはフォール（Fall）とも呼ばれる。
プロレスではシングルマッチ、タッグマッチ、バトルロイヤルなど幅広い試合形式で採用される一般的な勝利条件である。ピンフォールを奪うために多様なフォール技が用いられる。

## プロレスにおけるピンフォール
一方の選手が相手選手の両肩をマットに押し付けた状態で、レフェリーが片手でリングを叩き規定のカウントを数えるとピンフォールとなり、勝利が確定する。通常、アマチュアレスリングでは1カウント、プロレスの試合ルールでは3カウントピンフォールが勝利条件となるが、試合形式によっては必要となるカウント数が異なる場合がある。JWP女子プロレスが「ツーカウントフォールマッチ」と称して、2カウントを数えた時点で勝敗が決する方式を用いたことがあった。これはカウント数を少なくすることでレスラーが回復する時間を短くし、よりスリリングな試合を見せることを目的として考案されたもので、試験的に数度使用され、現在はトーナメント戦の延長戦などで採用している（JWP以外の団体でも主にハンディキャップとして取り入れることがある）。またSWSが5カウント制を取り入れた時期もあったが、こちらは間延びした試合になってしまい不評を買っている。
3カウントのタイミングは実時間とはあまり一致せず、試合を裁くレフェリーによってまちまちだが、おおむね1秒1カウント程度の速さ。なお3カウントである理由として、「敵に3秒間押さえつけられた者は必ず死ぬという戦場の掟から由来した」とされる話も存在する。
ピンフォールからの逃れ方には、通常以下のような方法が存在する。
- 片方もしくは両方の肩をマット上から離す。
- 手首や足首をロープ外に出す（ロープブレイクという。団体によってロープに触れたり手で掴んだりした程度で認められる場合がある）。
- タッグマッチの場合、ピンフォールの体勢に持ち込まれた味方のレスラーを他のレスラーが救出する（カットプレイ）。トリプルスレットマッチでは決着が付いてしまわないように敵のレスラーであってもカットを行う。

また近年はフォールされている選手がレフェリーのカウントを取る腕を掴んでカウントを静止させたり、タッグマッチにおいて味方選手を助けるのではなく、レフェリーに攻撃を加えるなどしてカウントを取る邪魔をする場合もある。
ピンフォール以外の勝利条件としては、ギブアップ、ノックアウト、場外カウントアウト（規定時間内にリング内に戻れないこと）、反則勝ち（反則行為を犯したレスラーがレフェリーに反則5カウントを取られたり、悪質な反則であると判断されると、反則を犯したレスラーは即反則負けとなる）等が挙げられる。また、試合形式によっては、それ以外の特殊な条件が勝利条件となることもある。
まれに、足4の字固めなどをかけられた選手の両肩がマットについている際に、フォールカウントを取るレフェリーも存在する。肩を押し付けているわけではないので、この項冒頭に示された定義にやや反するが、マット上の膠着状態から観客の注意力をそらさないための配慮と考えられる。逆に、技をかけているはずの選手が両肩がマットについていたためにフォールカウントをとられることもある。かつては、ジャーマン・スープレックスなどで技を掛けている側の選手の両肩もマットについていた場合は両者のフォールカウントを取ることもあった（1976年3月のジャンボ鶴田 vs. ラッシャー木村戦など、この形で両者3カウントの引き分けとなったこともある）。

### 観客の反応
大技を受けたレスラーがピンフォールの体勢に持ち込まれてカウント3が入るか入らないか（ニアフォール、俗にカウント2.9等と呼ばれる）の状態から逃れると、エキサイティングな試合展開となる。プロレスの試合では、観客の反応も試合展開の重要な要素の一つとなり得るため、大技の攻防を繰り返してフォール合戦となる試合展開が少なくない。

## 種類
ピンフォールで勝利を収めるため、レスラーによって多様なフォール技（抑え込み技）が用いられる。また、相手の隙をついて素早くフォール技をかけてピンフォールを奪おうとする行為をクイックと呼ぶ。